# Колация
Колация (Collatia) e античен град в Лацио и лежи на наречения на него път Вия Колацина (Via Collatina).
По време на ранната Римска република Колация се намирала вероятно на 15 км североизточно извън Рим. Днес е част от Municipio delle Torri (VIII) наблизо до изход Нр. 14 на A90 (Grande Raccordo Anulare) вероятно в комуната Castellaccio.
По времето на Цицерон градът не съществува повече. Останки от него не са намерени.
Колация e свързана с легендарното изгонване на последния римски цар Тарквиний Горди през 509 пр.н.е. Тук са живеели според легендата Луций Тарквиний Колацин и жена му Лукреция. Sled kato Лукреция e iznasilena ot Секст Тарквиний, син на царя, тя се самоубива. Трупът ѝ е донесен от съпруга ѝ и от Луций Юний Брут и положен на форума на града, където Брут настройва населението срещу царя, което води до неговото изгонване от Рим. Колацин и Брут стават след това първите консули на Рим.